# Iberia (Requena)
Iberia es una localidad peruana, capital de distrito de Tapiche, provincia de Requena, al este del departamento de Loreto.

## Descripción
Iberia es una localidad que sirve como base para el alumnado de origen indígena amazónico que habitan la provincia de Requena, ya que se encuentra un internado dentro de la localidad.
Así mismo Iberia por su difícil acceso es considerado un punto de transporte de grupos de deforestación ilegal y comercio de animales salvajes, dentro de las reservas y parques naturales que se encuentran alrededor del distrito de Tapiche.